# Pithomictus papuanus
Pithomictus papuanus là một loài bọ cánh cứng trong họ Cerambycidae.